# جوزف هایمور

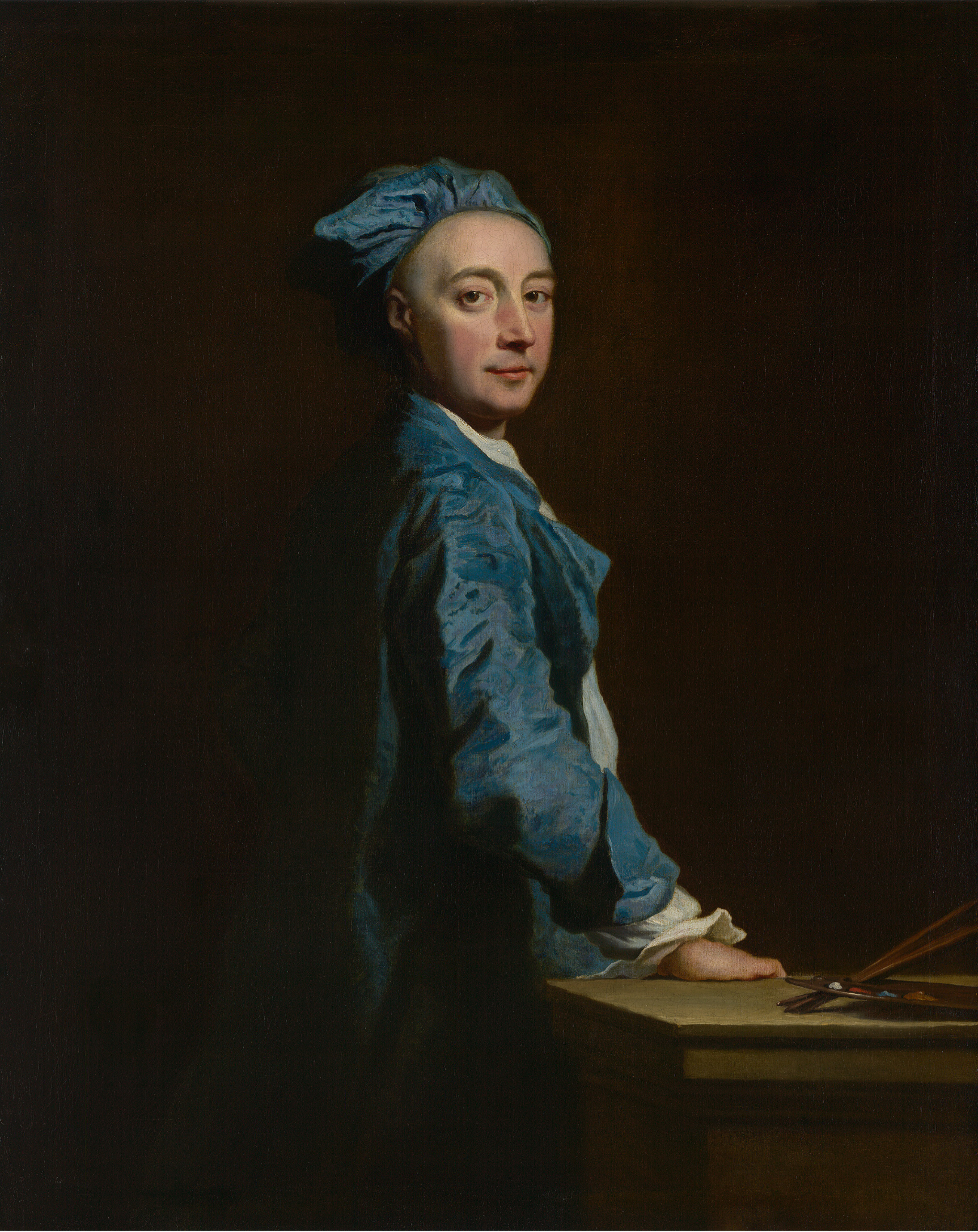
پرتره از خود

جوزف هایمور (زاده ۱۳ ژوئن ۱۶۹۲ و درگذشته ۳ مارس ۱۷۸۰) نقاش اهل انگلستان بود. در نقاشی تک‌چهره و مجلس گفتگو ماهر بود. پاملا برای کودکان قصه می‌گوید [۱۷۴۵] از آثار اوست.